# Peso puertorriqueño

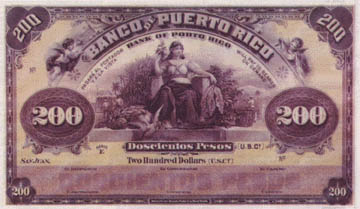
Billete de 200 pesos, 1900-1909.

El peso o peso puertorriqueño fue una moneda usada en Puerto Rico entre los años 1812 y 1917.
Inicialmente estaba dividido en ocho reales que equivalían a ocho reales españoles. Entre 1812 y 1819, el peso fue emitido en forma de billete. Hasta los años 1880 no hubo más emisiones de moneda para su uso específico en Puerto Rico. Para esa época el peso fue dividido en cien centavos los cuales eran equivalentes a cinco pesetas españolas. El peso fue reemplazado por el dólar de Estados Unidos a raíz de la invasión estadounidense del 25 de julio de 1898.

## Monedas
En 1884, una serie de diferentes monedas fueron marcadas con una flor de lis para su circulación en Puerto Rico. Los reales españoles de 2, 4 y 8, los 5 y 10 céntimos, los 20, 25 y 50 centavos estadounidenses y los dólares fueron todos marcados hasta que fueron canjeados en 1894. En 1895 las monedas de veinte centavos de plata y de un peso fueron introducidos, seguidos en 1896 por las monedas de plata con valor de 5, 10 y 40 centavos, estas piezas responden a las características técnicas que se describen en la tabla que se muestra a continuación y todas ellas fueron acuñadas en la fábrica de moneda de Madrid:

| Denominación         | Ley (ml) | Metal | Peso (g) | Ø (mm) | Canto    | Emisión | Tirada/Uds. |
| -------------------- | -------- | ----- | -------- | ------ | -------- | ------- | ----------- |
| 5 Centavos (ficha)   | 0,835    | Plata | 1,25     | 16,00  | Estriado | 1896    | 600.000     |
| 10 Centavos (vellón) | 0,835    | Plata | 2,50     | 18,00  | Estriado | 1896    | 700.000     |
| 20 Centavos (Peseta) | 0,835    | Plata | 5,00     | 23,00  | Estriado | 1895    | 3.350.006   |
| 40 Centavos          | 0,835    | Plata | 10,00    | 27,00  | Estriado | 1896    | 752.002     |
| 1 Peso (5 Pesetas)   | 0,900    | Plata | 25,00    | 37,00  | 27 lises | 1895    | 8.500.00    |

## Billetes
El Tesoro Nacional emitió billetes de ocho reales en 1812 y 1813, seguido de billetes de tres y cinco pesos entre 1814 y 1819. Alrededor del 1880, la Compañía de los Ferrocarriles de Puerto Rico emitió billetes de cinco pesos y para la misma época la Caja de Ahorros de Ponce emitió billetes de cincuenta pesos. 
En 1889, el Banco Español de Puerto Rico emitió billetes con denominaciones de 5, 10, 20, 50, 100 y 200 pesos. El Ministerio de Ultramar emitió papel moneda con el valor de 1 peso. Los primeros billetes emitidos bajo la dominación estadounidense los hizo el Banco Español con valor de cinco pesos y estampados con las palabras ¨Moneda americana¨. La segunda emisión incluía pesos y dólares.

## Otras monedas emitidas

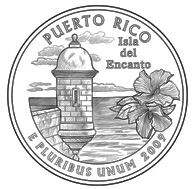
Moneda puertorriqueña, 2009.

El Partido Nacionalista de Puerto Rico ha emitido billetes en cantidades limitadas conmemorando la Revolución Nacionalista de 1950 en Jayuya. La serie incluyó pesos de seis denominaciones, incluyendo billetes de 1, 5, 10, 20, 50 y 100 pesos. En el diseño se encuentra la imagen de don Pedro Albizu Campos, mientras que al reverso se encuentran las banderas de Puerto Rico, Jayuya y el Partido Nacionalista. El 8 de octubre de 2005 comenzó a circular monedas de plata, marcando la primera vez en más de un siglo que este tipo de monedas son distribuidas. 
En diciembre de 2007, el Congreso de los Estados Unidos aprobó una medida que incluye a Puerto Rico en el programa llamado 50 State Quarters. Puerto Rico y otras posesiones estadounidenses fueron excluidas de ese programa aprobado en 1998.